# Дмитриевка (Калининградская область)
Дмитриевка (до 1938 — Исцлаудсцен (нем. Iszlaudszen), до 1947 — Шёнхайде (нем. Schönheide)) — посёлок в Нестеровском муниципальном округе Калининградской области.

## География
Находится в юго-восточной части Калининградской области, в зоне хвойно-широколиственных лесов, в пределах Виштынецкой возвышенности, у северной окраины лесного массива Роминтенская пуща, к востоку от автодороги 27К-065, на расстоянии примерно 23 километров (по прямой) к юго-западу от города Нестерова, административного центра района. Абсолютная высота — 137 метров над уровнем моря.

### Часовой пояс
Посёлок Дмитриевка как и вся Калининградская область, находится в часовой зоне МСК−1. Смещение применяемого времени относительно UTC составляет +2:00.

## История
До 1934 года носил название Исцлаудсцен (нем. Iszlaudszen). В период с 1934 по 1947 годы назывался Шёнхайде (нем. Schönheide). В период с 2008 по 2018 годы Дмитриевка входила в состав Чистопрудненского сельского поселения Нестеровского района, с 2018 по 2022 годы — в состав Нестеровского городского округа.

## Население
| 1910 | 1933 | 1939 | 2002 | 2010 |
| ---- | ---- | ---- | ---- | ---- |
| 448  | ↘383 | ↗412 | ↘30  | ↗48  |

### Национальный состав
Согласно результатам переписи 2002 года, в национальной структуре населения русские составляли 74 %.